# Ostoje Nietoperzy Beskidu Wyspowego
Ostoje Nietoperzy Beskidu Wyspowego este o arie protejată (sit de importanță comunitară — SCI) din Polonia întinsă pe o suprafață de 5.704,93 ha, integral pe uscat.

## Localizare
Centrul sitului Ostoje Nietoperzy Beskidu Wyspowego este situat la coordonatele 49°43′57″N 20°28′38″E / 49.7326°N 20.4772°E.

## Înființare
Situl Ostoje Nietoperzy Beskidu Wyspowego a fost declarat sit de importanță comunitară în ianuarie 2006 pentru a proteja 3 specii de animale.

## Biodiversitate
Situată în ecoregiunile alpină și continentală, aria protejată conține 6 habitate naturale: Râuri de munte și vegetația lor lemnoasă cu Salix elaeagnos, Păduri de fag Luzulo-Fagetum, Păduri de fag Asperulo-Fagetum, Păduri de stejar și carpen Galio-Carpinetum, Păduri pe pante, grohotișuri și ravene de Tilio-Acerion, Păduri de brad Holy Cross (Abietetum polonicum).
La baza desemnării sitului se află mai multe specii protejate de  mamifere (3): liliac cărămiziu (Myotis emarginatus), liliac comun (Myotis myotis), liliacul mic cu potcoavă (Rhinolophus hipposideros).